# Mintavételezési frekvencia
A digitalizálás során használt legfontosabb minőségi tényező a mintavételezési frekvencia, vagy mintavételezési gyakoriság (angolul: sampling frequency).
A mintavételezési frekvencia az az adott frekvencia, amely megadja, hogy az A/D (analóg-digitális átalakító) hány mintát vesz az adott adattárolón található jelből másodpercenként. 
A szabványos zenei CD-lemez mintavételezési frekvenciája 44,1 kHz. Természetesen a mintavételezés gyakoriságával javul a felvétel minősége. Legtöbbet használt jelölése:{\displaystyle f_{s}}

## Néhány mintavételezési frekvenciaadat
| Mintavételezési frekvencia | Felhasználás                                                                             |
| -------------------------- | ---------------------------------------------------------------------------------------- |
| 8000 Hz                    | telefon, az emberi hang átvitelére.                                                      |
| 11 025 Hz és 22 050 Hz     | Alacsonyabb minőségű PCM és MPEG felvételeknél használják.                               |
| 32 000 Hz                  | Videokamerákban található miniDVD-knél használják.                                       |
| 44 056 Hz                  | A PCM adapterek használják NTSC videokazettáknál.                                        |
| 44 100 Hz                  | a legtöbbet használt mintavételezési frekvencia például az MPEG-1(VCD, SVCD, MP3) által. |
| 47 250 Hz                  | a világ első kereskedelmi forgalomban kapható PCM hangrögzítői használták.               |
| 48 000 Hz                  | digitális hang, felhasználása: digitális TV, DVD, filmek és profi hangfelvételek.        |
| 50 000 Hz                  | az első kereskedelmi hangfelvevők 3M-el és Soundstreamel a 70-es évekből                 |
| 50 400 Hz                  | Mitsubishi X-80 digitális hangrögzítő mintavételezési frekvenciája                       |
| 88 200 vagy 176 400 Hz     | Profi hangrögzítők és keverők használják                                                 |
| 96 000 vagy 192 000 Hz     | DVD-Audio, a Blu-Ray és a HD-DVD használja                                               |
| 2 822 400 Hz               | A Sony és a Philips szuper audio CD-je "Direct Stream Digital" technológiával            |

## Fordítás
- Ez a szócikk részben vagy egészben  a   Sampling rate című angol Wikipédia-szócikk fordításán alapul.  Az eredeti cikk szerkesztőit annak laptörténete sorolja fel. Ez a jelzés csupán a megfogalmazás eredetét és a szerzői jogokat jelzi, nem szolgál a cikkben szereplő információk forrásmegjelöléseként.